# Fußball-Club Augsburg 1907 2019-2020
Questa voce raccoglie le informazioni riguardanti il Fußball-Club Augsburg 1907 nelle competizioni ufficiali della stagione 2019-2020.

## Stagione
Nella stagione 2019-2020 l'Augusta, allenato da Martin Schmidt e Heiko Herrlich, concluse il campionato di Bundesliga al 15º posto. In Coppa di Germania l'Augusta fu eliminato al primo turno dal Verl.

## Rosa
| N. |                        | Ruolo | Calciatore            |
| -- | ---------------------- | ----- | --------------------- |
| 1  | Germania (bandiera)    | P     | Andreas Luthe         |
| 2  | Svizzera (bandiera)    | D     | Stephan Lichtsteiner  |
| 4  | Germania (bandiera)    | C     | Felix Götze           |
| 5  | Rep. Ceca (bandiera)   | D     | Marek Suchý           |
| 6  | Paesi Bassi (bandiera) | D     | Jeffrey Gouweleeuw    |
| 7  | Germania (bandiera)    | A     | Florian Niederlechner |
| 8  | Germania (bandiera)    | C     | Rani Khedira          |
| 9  | Venezuela (bandiera)   | A     | Sergio Córdova        |
| 10 | Germania (bandiera)    | C     | Daniel Baier          |
| 13 | Germania (bandiera)    | P     | Fabian Giefer         |
| 14 | Rep. Ceca (bandiera)   | C     | Jan Morávek           |
| 15 | Croazia (bandiera)     | D     | Jozo Stanić           |
| 16 | Svizzera (bandiera)    | A     | Ruben Vargas          |
| 17 | Nigeria (bandiera)     | A     | Noah Joel Bazee       |
| 18 | Croazia (bandiera)     | D     | Tin Jedvaj            |
| 19 | Germania (bandiera)    | D     | Ohis Felix Uduokhai   |
| 20 | Germania (bandiera)    | A     | Julian Schieber       |

| N. |                          | Ruolo | Calciatore         |
| -- | ------------------------ | ----- | ------------------ |
| 21 | Rep. Ceca (bandiera)     | P     | Tomáš Koubek       |
| 22 | Brasile (bandiera)       | D     | Iago               |
| 23 | Germania (bandiera)      | A     | Marco Richter      |
| 24 | Finlandia (bandiera)     | C     | Fredrik Jensen     |
| 25 | Ecuador (bandiera)       | C     | Carlos Gruezo      |
| 26 | Germania (bandiera)      | D     | Simon Asta         |
| 27 | Islanda (bandiera)       | A     | Alfreð Finnbogason |
| 28 | Germania (bandiera)      | A     | André Hahn         |
| 29 | Germania (bandiera)      | C     | Eduard Löwen       |
| 31 | Germania (bandiera)      | D     | Philipp Max        |
| 32 | Germania (bandiera)      | D     | Raphael Framberger |
| 34 | Austria (bandiera)       | C     | Georg Teigl        |
| 35 | Corea del Sud (bandiera) | A     | Cheon Seong-hoon   |
| 36 | Inghilterra (bandiera)   | D     | Reece Oxford       |
| 37 | Germania (bandiera)      | A     | Maurice Malone     |
| 39 | Germania (bandiera)      | P     | Benjamin Leneis    |
| 43 | Germania (bandiera)      | D     | Stefano Russo      |

## Organigramma societario
Area tecnica
- Preparatori atletici:
- Allenatore in seconda: Jonas Scheuermann, Tobias Zellner
- Preparatore dei portieri: Zdenko Miletić
- Analisi video: Benedikt Brust
- Allenatore: Heiko Herrlich

## Calciomercato

### Sessione estiva
| Acquisti | Acquisti              | Acquisti              | Acquisti |
| R.       | Nome                  | da                    | Modalità |
| -------- | --------------------- | --------------------- | -------- |
| D        | Ohis Felix Uduokhai   | Wolfsburg             |          |
| D        | Tin Jedvaj            | Bayer Leverkusen      |          |
| D        | Stephan Lichtsteiner  | Sconosciuta           |          |
| P        | Tomáš Koubek          | Rennes                |          |
| D        | Marek Suchý           | Sconosciuta           |          |
| C        | Carlos Gruezo         | FC Dallas             |          |
| C        | Caiuby                | Grasshoppers          |          |
| D        | Martin Hinteregger    | Eintracht Francoforte |          |
| D        | Iago                  | Internacional         |          |
| A        | Florian Niederlechner | Friburgo              |          |
| D        | Mads Pedersen         | Nordsjælland          |          |
| D        | Tim Rieder            | Darmstadt             |          |
| A        | Noah Joel Bazee       | Hannover 96           |          |
| A        | Ruben Vargas          | Lucerna               |          |

| Cessioni | Cessioni           | Cessioni              | Cessioni |
| R.       | Nome               | a                     | Modalità |
| -------- | ------------------ | --------------------- | -------- |
| D        | Tim Rieder         | Monaco 1860           |          |
| D        | Kevin Danso        | Southampton           |          |
| D        | Martin Hinteregger | Eintracht Francoforte |          |
| A        | Romario Rösch      | Roda JC               |          |
| A        | Ji Dong-won        | Magonza               |          |
| P        | Gregor Kobel       | Stoccarda             |          |
| D        | Reece Oxford       | West Ham Utd          |          |
| D        | Stefano Russo      | Augusta II            |          |
| C        | Jonathan Schmid    | Friburgo              |          |
| D        | Kōstas Stafylidīs  | Hoffenheim            |          |

### Sessione invernale
| Acquisti | Acquisti     | Acquisti       | Acquisti |
| R.       | Nome         | da             | Modalità |
| -------- | ------------ | -------------- | -------- |
| C        | Eduard Löwen | Hertha Berlino |          |

| Cessioni | Cessioni            | Cessioni   | Cessioni |
| R.       | Nome                | a          | Modalità |
| -------- | ------------------- | ---------- | -------- |
| D        | Mads Pedersen       | Zurigo     |          |
| A        | Michael Gregoritsch | Schalke 04 |          |

## Risultati

### Bundesliga

#### Girone di andata
| Arbitro: | Willenborg |

|                                                |           |                  |
| Alcácer 3’, 59’ Sancho 51’ Reus 57’ Brandt 82’ | Marcatori | 1’ Niederlechner |

| Arbitro: | Schröder |

|            |           |               |
| Vargas 59’ | Marcatori | 80’ Andersson |

| Arbitro: | Storks |

|                           |           |                 |
| Ōsako 6’, 67’ Sargent 21’ | Marcatori | 12’, 46’ Vargas |

| Arbitro: | Osmers |

|                               |           |               |
| Richter 35’ Niederlechner 43’ | Marcatori | 73’ Paciência |

| Arbitro: | Dankert |

|           |           |                   |
| Höler 23’ | Marcatori | 39’ Niederlechner |

| Arbitro: | Kampka |

|  |           |                                                  |
|  | Marcatori | 34’ (aut.) Niederlechner 76’ Volland 84’ Havertz |

| Arbitro: | Schröder |

|                                                 |           |                   |
| Zakaria 2’ Herrmann 8’, 13’ Pléa 39’ Embolo 83’ | Marcatori | 80’ Niederlechner |

| Arbitro: | Siebert |

|                            |           |                            |
| Richter 1’ Finnbogason 90’ | Marcatori | 14’ Lewandowski 49’ Gnabry |

| Wolfsburg 27 ottobre 2019, ore 15:30 CEST 9ª giornata | Wolfsburg | 0 – 0 referto | Augusta | Volkswagen-Arena (22 630 spett.)\| Arbitro: \| Stieler \| |
| Arbitro:                                              | Stieler   |               |         |                                                           |

| Arbitro: | Ittrich |

|                                  |           |                                             |
| Baier 38’ Finnbogason 60’ (rig.) | Marcatori | 45’ (aut.) Lichtsteiner 71’ Kabak 82’ Harit |

| Arbitro: | Fritz |

|  |           |         |
|  | Marcatori | 41’ Max |

| Arbitro: | Stegemann |

|                                                |           |  |
| Max 17’ Córdova 26’ Hahn 52’ Niederlechner 79’ | Marcatori |  |

| Arbitro: | Stieler |

|             |           |                   |
| Córdoba 86’ | Marcatori | 43’ Niederlechner |

| Arbitro: | Schmidt |

|                                      |           |              |
| Richter 41’ Niederlechner 65’ (rig.) | Marcatori | 15’ Öztunalı |

| Arbitro: | Steinhaus-Webb |

|                      |           |                                         |
| Skov 14’ Locadia 80’ | Marcatori | 11’, 51’ (rig.) Max 56’ Jensen 85’ Iago |

| Arbitro: | Fritz |

|                         |           |  |
| Max 32’, 72’ Jedvaj 61’ | Marcatori |  |

| Arbitro: | Siebert |

|                                   |           |                  |
| Laimer 68’ Schick 79’ Poulsen 89’ | Marcatori | 8’ Niederlechner |

#### Girone di ritorno
| Arbitro: | Gräfe |

|                                    |           |                                             |
| Niederlechner 34’, 55’ Richter 46’ | Marcatori | 49’ Brandt 59’, 70’, 79’ Haaland 61’ Sancho |

| Arbitro: | Steinhaus-Webb |

|                            |           |  |
| Subotić 47’ Ingvartsen 61’ | Marcatori |  |

| Arbitro: | Fritz |

|                              |           |                   |
| Niederlechner 67’ Vargas 82’ | Marcatori | 23’ (aut.) Jedvaj |

| Arbitro: | Gräfe |

|                                             |           |  |
| Chandler 37’, 48’ Silva 55’ Kostić 89’, 90’ | Marcatori |  |

| Arbitro: | Ittrich |

|         |           |             |
| Max 38’ | Marcatori | 51’ Haberer |

| Arbitro: | Jablonski |

|                     |           |  |
| Diaby 25’ Amiri 59’ | Marcatori |  |

| Arbitro: | Schmidt |

|                           |           |                                |
| Löwen 57’ Finnbogason 83’ | Marcatori | 49’ Bensebaini 53’, 79’ Stindl |

| Arbitro: | Steinhaus-Webb |

|                         |           |  |
| Müller 53’ Goretzka 90’ | Marcatori |  |

| Arbitro: | Brych |

|            |           |                         |
| Jedvaj 54’ | Marcatori | 43’ Steffen 90’ Ginczek |

| Arbitro: | Stegemann |

|  |           |                                |
|  | Marcatori | 6’ Löwen 76’ Bazee 90’ Córdova |

| Augusta 27 maggio 2020, ore 20:30 CEST 28ª giornata | Augusta | 0 – 0 referto | Paderborn | WWK Arena (0 spett.)\| Arbitro: \| Aytekin \| |
| Arbitro:                                            | Aytekin |               |           |                                               |

| Arbitro: | Jablonski |

|                         |           |  |
| Dilrosun 23’ Piątek 90’ | Marcatori |  |

| Arbitro: | Cortus |

|         |           |             |
| Max 88’ | Marcatori | 85’ Modeste |

| Arbitro: | Fritz |

|  |           |                  |
|  | Marcatori | 1’ Niederlechner |

| Arbitro: | Aytekin |

|            |           |                           |
| Vargas 69’ | Marcatori | 59’, 62’ Dabour 89’ Bebou |

| Arbitro: | Siebert |

|              |           |                   |
| Hennings 25’ | Marcatori | 10’ Niederlechner |

| Arbitro: | Brych |

|            |           |                 |
| Vargas 71’ | Marcatori | 28’, 80’ Werner |

### Coppa di Germania
| Arbitro: | Thomsen |

|                                  |           |                 |
| Suchý 9’ (aut.) Schallenberg 23’ | Marcatori | 83’ (rig.) Hahn |

## Statistiche

### Statistiche di squadra
| Competizione      | Punti | In casa | In casa | In casa | In casa | In casa | In casa | In trasferta | In trasferta | In trasferta | In trasferta | In trasferta | In trasferta | Totale | Totale | Totale | Totale | Totale | Totale | DR  |
| Competizione      | Punti | G       | V       | N       | P       | Gf      | Gs      | G            | V            | N            | P            | Gf           | Gs           | G      | V      | N      | P      | Gf     | Gs     | DR  |
| ----------------- | ----- | ------- | ------- | ------- | ------- | ------- | ------- | ------------ | ------------ | ------------ | ------------ | ------------ | ------------ | ------ | ------ | ------ | ------ | ------ | ------ | --- |
| Bundesliga        | 36    | 17      | 5       | 5       | 7       | 28      | 29      | 17           | 4            | 4            | 9            | 17           | 34           | 34     | 9      | 9      | 16     | 45     | 63     | -18 |
| Coppa di Germania | -     | 0       | 0       | 0       | 0       | 0       | 0       | 1            | 0            | 0            | 1            | 1            | 2            | 1      | 0      | 0      | 1      | 1      | 2      | -1  |
| Totale            | 36    | 17      | 5       | 5       | 7       | 28      | 29      | 18           | 4            | 4            | 10           | 18           | 36           | 35     | 9      | 9      | 17     | 46     | 65     | -19 |

### Andamento in campionato
| Giornata  | 1  | 2  | 3  | 4  | 5  | 6  | 7  | 8  | 9  | 10 | 11 | 12 | 13 | 14 | 15 | 16 | 17 | 18 | 19 | 20 | 21 | 22 | 23 | 24 | 25 | 26 | 27 | 28 | 29 | 30 | 31 | 32 | 33 | 34 |
| --------- | -- | -- | -- | -- | -- | -- | -- | -- | -- | -- | -- | -- | -- | -- | -- | -- | -- | -- | -- | -- | -- | -- | -- | -- | -- | -- | -- | -- | -- | -- | -- | -- | -- | -- |
| Luogo     | T  | C  | T  | C  | T  | C  | T  | C  | T  | C  | T  | C  | T  | C  | T  | C  | T  | C  | T  | C  | T  | C  | T  | C  | T  | C  | T  | C  | T  | C  | T  | C  | T  | C  |
| Risultato | P  | N  | P  | V  | N  | P  | P  | N  | N  | P  | V  | V  | N  | V  | V  | V  | P  | P  | P  | V  | P  | N  | P  | P  | P  | P  | V  | N  | P  | N  | V  | P  | N  | P  |
| Posizione | 17 | 13 | 16 | 14 | 12 | 13 | 14 | 16 | 17 | 16 | 15 | 12 | 14 | 12 | 11 | 10 | 10 | 10 | 12 | 10 | 12 | 11 | 12 | 13 | 14 | 14 | 13 | 13 | 13 | 13 | 13 | 14 | 15 | 15 |

Legenda:

Luogo: C = Casa; T = Trasferta. Risultato: V = Vittoria; N = Pareggio; P = Sconfitta.

### Statistiche dei giocatori
| Giocatore        | Bundesliga | Bundesliga | Bundesliga  | Bundesliga | Coppa di Germania | Coppa di Germania | Coppa di Germania | Coppa di Germania | Totale   | Totale | Totale      | Totale     |
| Giocatore        | Presenze   | Reti       | Ammonizioni | Espulsioni | Presenze          | Reti              | Ammonizioni       | Espulsioni        | Presenze | Reti   | Ammonizioni | Espulsioni |
| ---------------- | ---------- | ---------- | ----------- | ---------- | ----------------- | ----------------- | ----------------- | ----------------- | -------- | ------ | ----------- | ---------- |
| S. Asta          | 0          | 0          | 0           | 0          | 0                 | 0                 | 0                 | 0                 | 0        | 0      | 0           | 0          |
| D. Baier         | 23         | 1          | 6           | 0          | 1                 | 0                 | 0                 | 0                 | 24       | 1      | 6           | 0          |
| N. Bazee         | 10         | 1          | 0           | 0          | 0                 | 0                 | 0                 | 0                 | 10       | 1      | 0           | 0          |
| D. Caligiuri     | 0          | 0          | 0           | 0          | 0                 | 0                 | 0                 | 0                 | 0        | 0      | 0           | 0          |
| S. Cheon         | 0          | 0          | 0           | 0          | 0                 | 0                 | 0                 | 0                 | 0        | 0      | 0           | 0          |
| S. Córdova       | 16         | 2          | 0           | 0          | 0                 | 0                 | 0                 | 0                 | 16       | 2      | 0           | 0          |
| A. Finnbogason   | 21         | 3          | 1           | 0          | 0                 | 0                 | 0                 | 0                 | 21       | 3      | 1           | 0          |
| R. Framberger    | 18         | 0          | 3           | 0          | 0                 | 0                 | 0                 | 0                 | 18       | 0      | 3           | 0          |
| F. Giefer        | 0          | 0          | 0           | 0          | 0                 | 0                 | 0                 | 0                 | 0        | 0      | 0           | 0          |
| R. Gikiewicz     | 0          | 0          | 0           | 0          | 0                 | 0                 | 0                 | 0                 | 0        | 0      | 0           | 0          |
| J. Gouweleeuw    | 21         | 0          | 5           | 0          | 0                 | 0                 | 0                 | 0                 | 21       | 0      | 5           | 0          |
| M. Gregoritsch   | 6          | 0          | 0           | 0          | 1                 | 0                 | 0                 | 0                 | 7        | 0      | 0           | 0          |
| C. Gruezo        | 11         | 0          | 3           | 0          | 1                 | 0                 | 1                 | 0                 | 12       | 0      | 4           | 0          |
| F. Götze         | 0          | 0          | 0           | 0          | 0                 | 0                 | 0                 | 0                 | 0        | 0      | 0           | 0          |
| A. Hahn          | 15         | 1          | 4           | 1          | 1                 | 1                 | 0                 | 0                 | 16       | 2      | 4           | 1          |
| I. Iago          | 10         | 1          | 0           | 0          | 0                 | 0                 | 0                 | 0                 | 10       | 1      | 0           | 0          |
| T. Jedvaj        | 31         | 2          | 6           | 0          | 0                 | 0                 | 0                 | 0                 | 31       | 2      | 6           | 0          |
| F. Jensen        | 10         | 1          | 0           | 0          | 1                 | 0                 | 0                 | 0                 | 11       | 1      | 0           | 0          |
| R. Khedira       | 32         | 0          | 8           | 0          | 1                 | 0                 | 0                 | 0                 | 33       | 0      | 8           | 0          |
| T. Koubek        | 24         | 0          | 2           | 0          | 1                 | 0                 | 0                 | 0                 | 25       | 0      | 2           | 0          |
| B. Leneis        | 0          | 0          | 0           | 0          | 0                 | 0                 | 0                 | 0                 | 0        | 0      | 0           | 0          |
| S. Lichtsteiner  | 20         | 0          | 3           | 1          | 0                 | 0                 | 0                 | 0                 | 20       | 0      | 3           | 1          |
| A. Luthe         | 10         | 0          | 0           | 0          | 0                 | 0                 | 0                 | 0                 | 10       | 0      | 0           | 0          |
| E. Löwen         | 16         | 2          | 0           | 0          | 0                 | 0                 | 0                 | 0                 | 16       | 2      | 0           | 0          |
| M. Malone        | 0          | 0          | 0           | 0          | 0                 | 0                 | 0                 | 0                 | 0        | 0      | 0           | 0          |
| P. Max           | 31         | 8          | 5           | 0          | 0                 | 0                 | 0                 | 0                 | 31       | 8      | 5           | 0          |
| J. Morávek       | 11         | 0          | 1           | 0          | 0                 | 0                 | 0                 | 0                 | 11       | 0      | 1           | 0          |
| F. Niederlechner | 33         | 13         | 1           | 0          | 1                 | 0                 | 0                 | 0                 | 34       | 13     | 1           | 0          |
| R. Oxford        | 12         | 0          | 0           | 0          | 0                 | 0                 | 0                 | 0                 | 12       | 0      | 0           | 0          |
| M. Pedersen      | 2          | 0          | 0           | 0          | 1                 | 0                 | 0                 | 0                 | 3        | 0      | 0           | 0          |
| M. Richter       | 31         | 4          | 2           | 0          | 1                 | 0                 | 0                 | 0                 | 32       | 4      | 2           | 0          |
| T. Rieder        | 0          | 0          | 0           | 0          | 1                 | 0                 | 0                 | 0                 | 1        | 0      | 0           | 0          |
| S. Russo         | 0          | 0          | 0           | 0          | 0                 | 0                 | 0                 | 0                 | 0        | 0      | 0           | 0          |
| J. Schieber      | 2          | 0          | 1           | 0          | 1                 | 0                 | 0                 | 0                 | 3        | 0      | 1           | 0          |
| J. Stanić        | 0          | 0          | 0           | 0          | 0                 | 0                 | 0                 | 0                 | 0        | 0      | 0           | 0          |
| T. Strobl        | 0          | 0          | 0           | 0          | 0                 | 0                 | 0                 | 0                 | 0        | 0      | 0           | 0          |
| M. Suchý         | 7          | 0          | 1           | 0          | 1                 | 0                 | 1                 | 0                 | 8        | 0      | 2           | 0          |
| G. Teigl         | 3          | 0          | 0           | 0          | 1                 | 0                 | 0                 | 0                 | 4        | 0      | 0           | 0          |
| F. Uduokhai      | 26         | 0          | 3           | 0          | 0                 | 0                 | 0                 | 0                 | 26       | 0      | 3           | 0          |
| R. Vargas        | 33         | 6          | 8           | 0          | 0                 | 0                 | 0                 | 0                 | 33       | 6      | 8           | 0          |